# Reporteri bez granica
Reporteri bez granica nevladina organizacija je sa sjedištem u Parizu koja zagovara slobodu tiska i medija. Organizacija je osnovana 1985. u Montpellieru djelovanjem Roberta Ménarda. 
Na Svjetski dan slobode medija nevladina organizacija objavljuje izvješće Indeks slobode medija koja je rang lista za slobodu medija u svijetu. Prvi put je objavljena 2002. Indeks je stvorena na temelju upitnika kojeg odgovoraju ispitanici partnerskih organizacija diljem svijeta.
Izvješće govori o nasilnim napadima, ubojstvima ili uhićenjima kao i neizravnog pritiska protiv slobode medija u 167 zemalja širom svijeta. 
Reporteri bez granica ističu, da indeks mjeri samo stupanj slobode medija, ali ne i kvalitetu novinarstva u pojedinim zemljama.

## Vanjske poveznice
- (engl.) (fr.) (šp.) Reporteri bez granica